# Insula Bolama
Bolama este una dintre cele 88 de insule care alcătuiesc arhipelagul Bijagós. Este cea mai apropiată de continentul african, de care îl desparte o distanță de 5 km. Are o suprafață de 98,1 km 2. Pe insulă se află localitatea omonimă, care are rolul de reședință a regiunii Bolama.